# 한화디펜스
한화디펜스(Hanwha Defense)는 구 한화테크윈의 지상방산부분인 한화지상방산이 두산인프라코어의 방산부분을 인수하고 자회사로 두고 있던 구 한화디펜스를 합병해 생긴 회사다. 이전의 명칭은 두산DST였다.
현재는 한화에어로스페이스와 흡수합병되었다.

## 주요 제품
- 화력체계
  - K9 자주포, K10 탄약운반장갑차, K77 사격지휘장갑차, 천궁 발사대, K55A1 자주포, K56 탄약운반장갑차, K105A1 자주포
- 기동체계
  - 120밀리 자주박격포, K21 보병전투장갑차, K200A1 한국형 보병전투장갑차, REDBACK(레드백) 미래형 궤도장갑차, 타이곤6×6 차륜형장갑차, 화생방-II (장갑형/차량형), KAAV(한국형 상륙돌격장갑차)
- 대공체계
  - 비호복합, 30mm 차륜형대공포, 천마, 차기대공화기, 노봉 40mm 쌍열 함포, 육군용 발칸, 해군용 발칸
- 무인화체계
  - 국방로봇 : 다목적 무인차량, 무인수색차량, 폭발물 탐지/제거 로봇, 소형정찰로봇, 급조폭발물(IED) 탐지/제저 로봇, SG(Smart Grenade)로봇
  - 원격사격통제체계 : 차륜형장갑차 원격사격통제체계, 복합화기형 원격사격통제체계, 함정용 원격사격통제체계
  - 잠수함용 리튬전지체계

## 연혁
- 1977 회사 설립
- 1978 방산 업체 지정
- 1984 K55 자주포 양산, K200 한국형 보병전투장갑차 개발
- 1993 K200 말레이시아 수출
- 1995 K77 사격지휘장갑차, K200A1 전투장갑차 양산
- 1998 KAAV 한국형 상륙돌격장갑차 양산
- 1999 K9 자주포, 천마 양산
- 2001 K9 자주포 터키 수출
- 2004 바라쿠다(4×4) 인도네시아 수출, 30mm 자주대공포 비호 양산
- 2006 K10 탄약운반장갑차 양산
- 2007 무인전투장비개발 착수
- 2008 K21 보병전투장갑차 양산
- 2011 K55A1 성능개량 자주포 양산
- 2013 타란툴라(6×6) 인도네시아 수출
- 2014 K9 자주포 폴란드 수출
- 2015 비호복합, 천궁 양산, 바라쿠다(4×4) 베트남 수출
- 2016 AAV 상륙돌격장갑차 필리핀 수출
- 2017 K9 자주포 인도·핀란드·노르웨이 수출, K10 탄약운반장갑차 노르웨이 수출, 한화지상방산 출범
- 2018 K9 자주포 에스토니아 수출
- 2019 복합화기 원격사격통제체계 체계개발 완료
- 2020 120밀리 자주박격포, 30mm 차륜형대공포 양산, K9 자주포 호주군 획득사업 우선협상대상자 선정, 폭발물 탐지/제거 로봇 체계개발 수주
- 2021 한국형 자주도하장비 M3K 수주
- 2022 한화에어로스페이스와 흡수합병

## 같이 보기
- 한화비전
- 한화에어로스페이스
- 한화디펜스 (2009 ~ 2019년 기업)